# Tokyo Juliet (série de televisão)
Tokyo Juliet (chinês tradicional: 東方茱麗葉, pinyin: dōng fāng zhū lì yè)  é uma série de televisão taiwanese, estrelada por Ariel Lin, Wu Chun e Simon Yam. É baseada no mangá do mesmo nome escrito por Miyuki Kitagawa. Foi produzida pela Comic Productions  e dirigida por Mingtai Wang.
Foi transmitida pela Gala Television (GTV) Variety Show/CH 28 (八大綜合台) de 3 de junho de 2006 a 23 de setembro de 2006.

## Elenco
- Ariel Lin como Lin Lai Sui
- Wu Chun como Ji Feng Liang
- Bryant Chang como Ah Si
- Simon Yam como Chu Xing
- Tang Zhi Ping como Ai Li Ou
- Alien Huang como Lu Yi Mi
- Tomohisa Kagami como Ke Xing
- Lu Jia Xin como Gan Li Sha
- Janel Tsai como Gao Gang Quan
- Cai Yi Zhen como Pei Mei Zi
- Wu Jun Qiang como Guang Xi
- Alexia Gao como You Qi